# Helena Gualinga
Helena Gualinga   (Sarayacu, 27 de febrer de 2002) és una activista indígena equatoriana de la comunitat quítxua Sarayaku que ha participat en cimeres internacionals sobre el medi ambient.

## Biografia
Helena Gualinga va néixer el 27 de febrer de 2002, és d'origen indígena de la comunitat Kichwa Sarayaku, ubicada a la província de Pastaza, Equador, i els seus pares són el finlandès Anders Sirén, professor de Departament de Geografia i Geologia a la Universitat de Turku, i la indígena equatoriana Noemí Gualinga, qui va ser presidenta de l'Associació de dones Kiwcha. La seva germana gran és l'activista Nina Gualinga, la seva tia és Patricia Gualinga i la seva àvia Cristina Gualinga, dones amazòniques que han lluitat pels drets indígenes i el dret de protegir la mare terra. Helena ha viscut als territoris Sarayaku a la província de Pastaza, Equador i la major part de la seva adolescència a Pargas i a Turku, a la costa sud-oest de Finlàndia, a causa de el vincle familiar del seu pare.
Des de molt petita ha presenciat com tota la seva família s'ha enfrontat a les grans companyies petrolieres que han arribat al seu poble sense previ avís, en una lluita per protegir el seu territori del dany ambiental que aquestes empreses ocasionen, de manera que tota la seva família ha estat perseguida durant anys.

### Activisme
El problema que la seva comunitat Sarayaku travessa contra les petrolieres, ha portat a Gualinga a mobilitzar-se per donar-li veu a la seva comunitat, parlant d'això en escoles i discutint sobre el tema amb joves locals, animant-los a participar en les seves propis pobles i cooperar al llarg de l'Equador. Segons Gualinga, els ancians han vist un gran canvi en el clima de la Amazònia, com ara la desertificació, els incendis forestals o el desgel dels pics nevats a les muntanyes, a més d'inundacions que causen devastació i malalties.

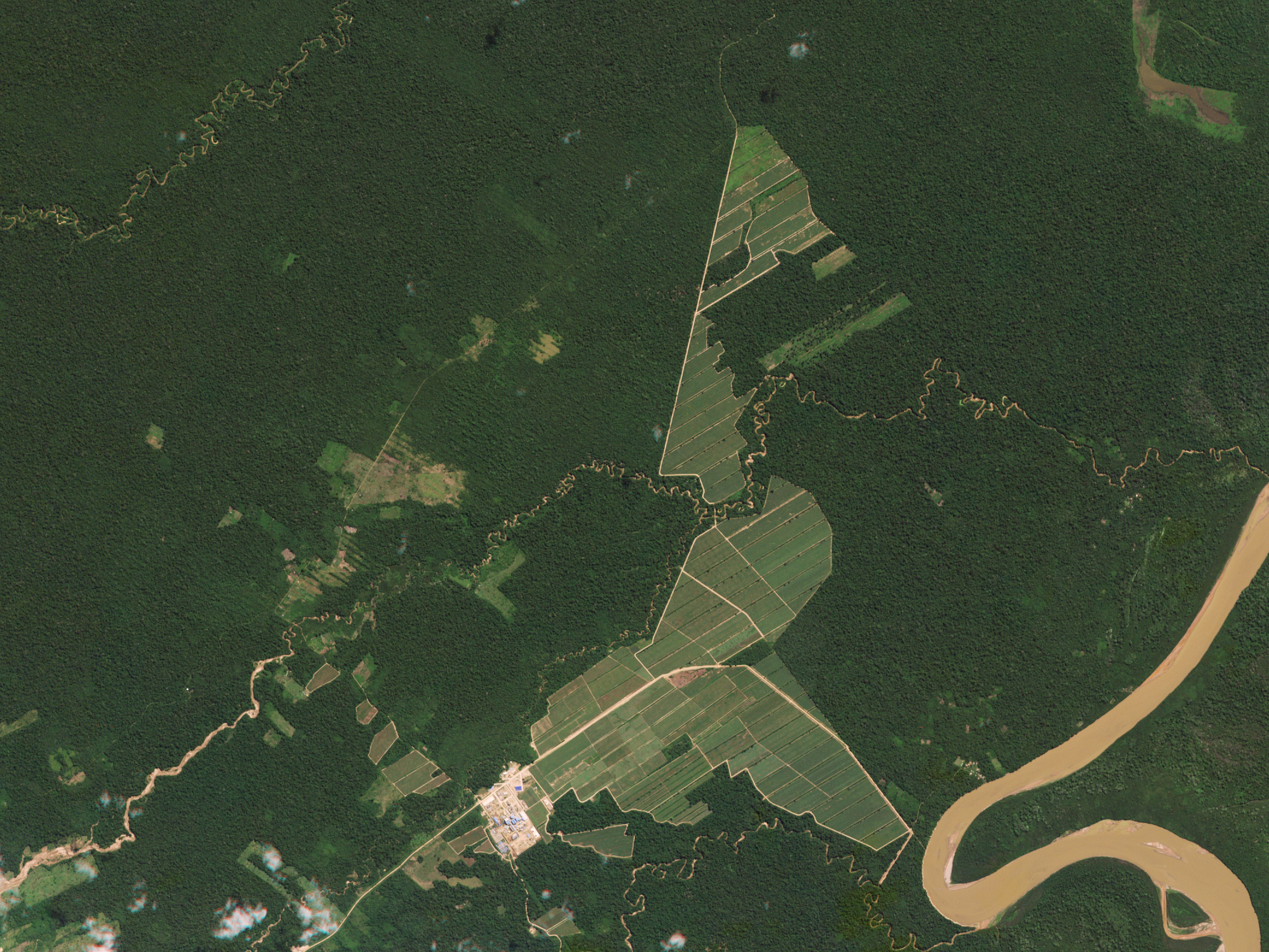
Desforestació de l'Amazònia en Bolívia, 2016

Mentre es realitzava la Cimera sobre l'Acció Climàtica ONU de 2019, a la seu de la ONU a Nova York, Estats Units, Gualinga es trobava als afores del recinte amb centenars de joves de tot el món que expressaven la seva preocupació pel canvi climàtic, mentre sostenia un rètol que deia "sang indígena, ni una sola gota més".
El 9 de desembre de 2019, va tenir una intervenció en la cimera sobre el canvi climàtic COP25 a Madrid, on va ressaltar el problema de les pretroleres que intervenen en els territoris indígenes i va manifestar: "Els Governs del nostre país segueixen donant concessions als nostres territoris sense el nostre consentiment a la indústria extractiva que està creant el canvi climàtic. Això és un crim". A més va dir sentir-se decepcionada amb dels líders mundials que no discuteixen les coses que són importants per als pobles indígenes que van acudir a la cimera i va criticar el Govern de l'Equador.